# Revue d'histoire de la médecine hébraïque
La Revue d’histoire de la médecine hébraïque est une revue publiée à Paris, à partir de 1948.

## Histoire
La Revue d’histoire de la médecine hébraïque commence à paraître à Paris en 1948.
En juin 1948, Isidore Simon (né en 1908), un médecin psychiatre, publie le premier numéro de la Revue d’histoire de la médecine hébraïque. La publication de la revue cesse avec le décès du docteur Simon, le 17 septembre 1985. Environ 600 articles sont publiés en près de 40 ans.
La revue est associée avec la Société d'histoire de la médecine hébraïque (1948-1985).
Isidore Simon est l'élève de Maxime Laignel-Lavastine qui le soutient lorsqu'il fonde la Société d'histoire de la médecine hébraïque, il en devient président d'honneur.

## Auteurs d'articles
Parmi les auteurs d'articles, on trouve les noms suivants:
- Israel Achel Hadas-Lebel (1905-1995)
- Henri Baruk
- Friedrich Simon Bodenheimer (1897-1959)
- Roger Cattan (1903-1963)
- Mark Dworzecki (1908-1975)
- Esti Freud (1896-1980)
- Harry Friedenwald (1854-1960)
- Meyer Abraham Halévy
- Salomon R. Kagan (1889-1955)
- Jacques Launay (1925-)
- Joshua O. Leibowitz (1895-1993)
- Lazare Mayersohn (1879-)
- Charles Merzbach
- Rachel Minc
- Élie Munk
- François Perroux
- Walther Riese (1890-1976)
- Meyer Sal
- Werner Silberstein (1899-2000)